# Molesmes
Molesmes foi uma comuna francesa na região administrativa de Borgonha-Franco-Condado, no departamento de Yonne. A comuna possuia 171 habitantes segundo o censo de 2009.
Em 1 de janeiro de 2017, passou a formar parte da nova comuna de Les Hauts de Forterre.